# King of Kings 3
King of Kings 3 var ett datorspel i genren MMORPG utgivet 2010 av Gamigo. I spelet strider spelarna mot varandra i en typ av strid som kallas PvP (player versus player).
I King of Kings 3 fanns följande riken:
- Brittania
- Germania
- New World
- Mediterrania
- Lutetia
- Polonia
- Anatolia